# 井上真改

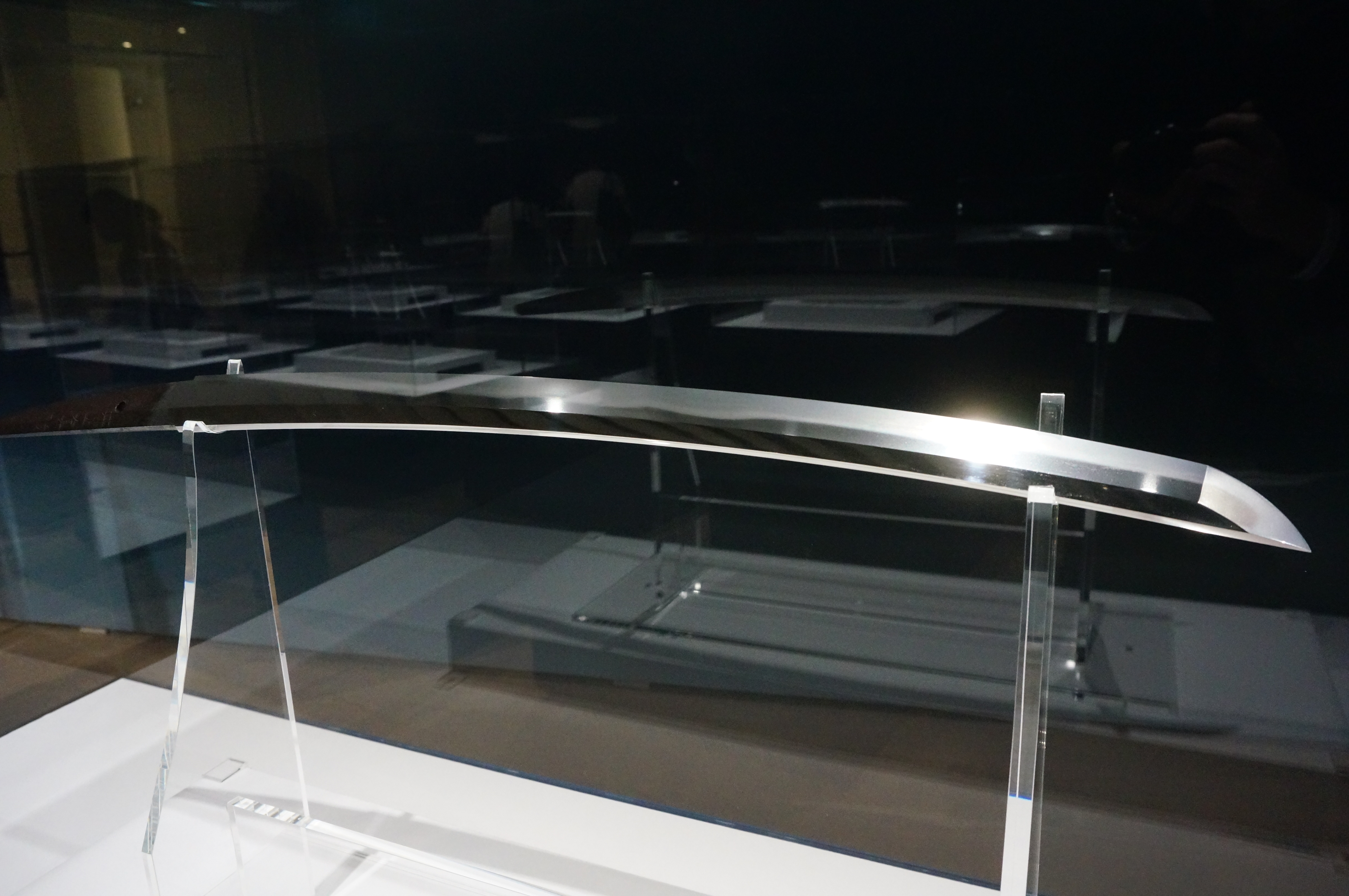
脇指 銘 井上真改（菊紋）延宝三年八月日、1675年、江戸時代、ボストン美術館蔵

井上 真改（いのうえ しんかい、寛永8年（1631年） - 天和2年11月9日（1682年12月7日））は、江戸時代前期に摂津国で活動した刀工である。本名は井上八郎兵衛良次。

## 概要
津田越前守助広とともに大坂新刀の双璧と称される刀工。俗に「大坂正宗」などとも呼ばれ、現在重要文化財に指定されている刀と太刀がある（現在、江戸期に製作された刀に国宝指定は無い）。
刀の銘は壮年期まで「国貞」を用い、晩年「真改」と切る（「真改」の頃は御留鍛冶といって藩主の許可がないと作刀を引き受けられなかったため、「真改」銘の刀は少ない）。真改は陽明学を学び、中江藤樹の影響を強く受けたとも言われている。書をはじめ刀剣以外の美術・工芸にも造詣が深かったらしく、その書画も高く評価されている。酒豪だったらしい。
一説には和泉守を受領していた国貞に儒学者の熊沢蕃山に「刀鍛冶が一国の太守を名乗るとは分不相応ではないか?」と諭され、以来「真改」銘に改めたとされている。
作品の特徴としては直刃、まれに大湾れ互の目乱れを焼き津田越前守助広との合作もある。地鉄は大坂新刀屈指の美しさで、地沸が厚くつく。郷義弘に私淑していたと言われており焼入れは高温焼き入れで匂い口冴え、刃中もよく沸えて華やかになる。しかし代償として特に帽子下、焼き頭にムラ沸が付き、また土が落ちて匂い切れになってしまっている作もある。そしてハバキ元には鍛え肌が出るものもある。中茎尻には縦に隠し鏨を切る。
真改の父親も「国貞」銘を使ったため刀剣界では父親の作品を「親国貞」、真改の作品を「真改国貞」と呼んでいる。

## 経歴
寛永7年（1630年）、刀工であった井上国貞の次男として日向国木花村木崎にて生まれる。9歳のとき、当時京都に居た父の下に赴き作刀を学び始める。10代の後半には既に一人前の刀工としての力量を示し、20歳ごろには盛んに父の代作を行ったといわれる。作刀は、殆ど大坂で行われた。
慶安5年（1652年）、24歳で父の死去に伴い襲名。飫肥藩伊東家から父同様150石を与えられる。同年中の承応元年（1652年）、25歳の時に「和泉守」を受領（ずりょう）。銘を「和泉守国貞」と切る。
寛文元年（1661年）、朝廷に作品を献上したところ賞賛され十六葉菊花紋を刀（なかご）に入れること許された。この頃より銘を「井上和泉守国貞」とした。寛文12年（1672年）8月より、儒者の熊沢蕃山の命名で「真改」と改称。銘も「井上真改」と切った。
天和2年11月9日（1682年12月7日）、急逝。食中毒とも一説に大酒の後、井戸へ転落したとも言われる。享年53。墓所は大阪上寺町の浄土宗重願寺。

## 関連書籍
- 中島新一郎; 飯田一雄『井上真改大鑑』刀剣春秋新聞社、1978年10月。全国書誌番号:78032689。
- 中島新一郎; 飯田一雄『井上真改大鑑』（普及）刀剣春秋・宮帯出版社、2010年11月。ISBN 978-4-86366-079-3。